# Jules Brewster
Jules Brewster is een Surinaams danser, dansdocent en choreograaf.

## Biografie
Jules Brewster was een leerling van Ilse-Marie Hajary, een pionier in de vermenging van diverse dansstijlen. Hij leerde van haar de dogla-stijl, waarin ze Afro- en Indiase dansen en jazzballet verwerkte. Na haar dood ontwikkelde hij de stijl verder in zijn choreografieën en maakte het deel uit van zijn lessen.
In 2002 danste hij met Art Lab Suriname in een productie van Maikel Austen in de dogla-stijl, getiteld  Ondro bon. Ook in de jaren erna trad hij met Art Lab op, waaronder in 2009 op Les Tréteaux du Maroni - Festival International des arts de la scène in buurland Frans-Guyana.
Daarbij is hij dansinstructeur tijdens verschillende individuele evenementen, zoals voor NAKS, en terugkerend voor het Moengo Festival of Theater & Dance. Jules Brewster heeft een eigen dansschool, van waaruit talenten optreden met zijn choreografieën.